# José Aliseda Olivares
José Aliseda Olivares (Don Benito, 24 de febrer de 1903 - Mèxic, 31 d'agost de 1964) fou un inspector d'Ensenyament Primari i polític espanyol, diputat socialista, membre del Congrés dels Diputats per la província de Badajoz durant l'última legislatura de la Segona República Espanyola.

## Biografia
Treballà com a mestre de l'Escola Normal de Badajoz, entre finals de 1931 i principis de 1932 va ingressar en el PSOE a través de l.Agrupació de Madrid.
A les eleccions de 1936 va ser escollit diputat per la circumscripció de Badajoz dins les llistes del Front Popular amb 168.411 vots de 309.703 emesos, en un cens electoral de 409.878 electors, sent el candidat més votat de la seva circumscripció.
Formà parte de la Comissió d'Actes com a suplent i en l'Acusació contra Rafael Salazar Alonso. Durant la guerra civil espanyola va seguir fidel a la Segona República Espanyola, i fou nomenat Director general de propietats i contribució territorial, així com vicepresident del Banc Hipotecari. Després de la contesa va partir a l'exili, establint-se a Mèxic, d'on ja no va tornar. Un carrer a Don Benito porta el seu nom.